# Matt Milne
Matthew Neil „Matt“ Milne (* 18. November 1990 in Hereford, West Midlands, England) ist ein britischer Schauspieler und Filmregisseur.

## Leben
Matt Milne wurde 1990 in Hereford geboren. Er besuchte die University of East Anglia und schloss es 2011 mit einem Bachelor of Arts ab. Sein Debüt als Schauspieler gab er 2011 in dem Film Gefährten. Von 2012 bis 2023 war er in der Serie Downton Abbey zu sehen. 2024 führte er erstmals Regie und inszenierte einen ersten Kurzfilm, bislang folgten drei weitere von ihm inszenierte Produktionen.

## Filmografie
- 2011: Gefährten (War Horse)
- 2012: Zorn der Titanen (Wrath of the Titans)
- 2012–2013: Downton Abbey (Fernsehserie)
- 2014: Marmalade (Kurzfilm)
- 2014: Process (Kurzfilm)
- 2014: What’s the Craic?! The International Dublin Gay Theatre Festival (Kurzfilm, Regie)
- 2015: Dusha Shpiona
- 2016: Arnika
- 2016: Grant Me Safety: Life in the Migrant Camp Outside Calais (Regie)
- 2016: Dog Squadron
- 2017: Modern Life Is Rubbish
- 2019: Soil
- 2022: Sanctuary